# Галчев, Патрик-Габриел
Патрик-Габриел Димитров Галчев (род. 14 апреля 2001, Сарагоса, Арагон) — болгарский футболист, защитник клуба «Левски» и национальной сборной Болгарии.

## Клубная карьера
Галчев родился в Испании в семье болгар, там же с 3-хлетнего возраста начал играть в футбол. После 4 лет в «Сарагосе» переехал в Болгарию, где играл за софийские «Локомотив» и «ДИТ». В 14 лет подписал контракт с юношеской академией «Левски». После того, как произвёл хорошее впечатление, выступая за команды до 17 лет и до 19 лет, был приглашён на просмотр в «Сарагосу».
19 декабря 2019 года подписал свой первый профессиональный контракт с «Левски», за первую команду которого дебютировал в матче 1/16 финала Кубка Болгарии сезона 2020/21 против «Партизана» из Червен-Бряга. Первую игру в чемпионате Болгарии провёл 2 декабря 2020 года против софийского «Локомотива».
По итогам розыгрыша Кубка Болгарии 2021/22 вместе с «Левски» стал обладателем этого трофея.

## Карьера в сборной
В сентябре 2017 года провёл на поле 6 минут в своём единственном матче за юношескую сборную Болгарии до 17 лет — в товарищеской встрече болгары уступили сверстникам из Турции со счётом 2:5.
В 2019 году сыграл четыре товарищеские игры за юношескую сборную до 18 лет, в том числе отметился забитым голом в первом для себя матче в этой возрастной категории против украинцев.
24 марта 2021 года дебютировал за молодёжную сборную, выйдя на замену в матче товарищеского турнира «Antalya Cup» против сверстников из Украины.
В июне 2023 года был вызван Младеном Крстаичем на сборы основной сборной Болгарии и 17 июня дебютировал за команду, выйдя в стартовом составе на отборочный матч к Евро-2024 против Литвы.

## Достижения
«Левски»
- Обладатель Кубка Болгарии: 2021/22